# Noctua innuba
Noctua innuba är en fjärilsart som beskrevs av Treitschke 1825. Noctua innuba ingår i släktet Noctua och familjen nattflyn. Inga underarter finns listade i Catalogue of Life.